# Olympische Jugend-Winterspiele 2012/Teilnehmer (Andorra)
| Gelbes Symbol für Goldmedaillen mit stilisierten Olympischen Ringen | Graues Symbol für Silbermedaillen mit stilisierten Olympischen Ringen | Braundes Symbol für Bronzemedaillen mit stilisierten Olympischen Ringen |
| ------------------------------------------------------------------- | --------------------------------------------------------------------- | ----------------------------------------------------------------------- |
| —                                                                   | —                                                                     | 1                                                                       |

Andorra nahm an den Olympischen Jugend-Winterspielen 2012 in Innsbruck mit vier Athleten in drei Sportarten teil.

## Sportarten

### Freestyle-Skiing

#### Halfpipe
| Athleten           | Wettbewerb | Qualifikation | Qualifikation | Finale             | Finale             |
| Athleten           | Wettbewerb | Punkte        | Rang          | Punkte             | Rang               |
| ------------------ | ---------- | ------------- | ------------- | ------------------ | ------------------ |
| Jungen             |            |               |               |                    |                    |
| Ian Serra Carrillo | Halfpipe   | 40,50 Punkte  | 13            | nicht qualifiziert | nicht qualifiziert |

### Ski Alpin
| Athleten           | Wettbewerb   | Durchgang 1 | Durchgang 2        | Gesamt             | Gesamt             |
| Athleten           | Wettbewerb   | Zeit        | Zeit               | Zeit               | Rang               |
| ------------------ | ------------ | ----------- | ------------------ | ------------------ | ------------------ |
| Jungen             |              |             |                    |                    |                    |
| Joan Verdú Sánchez | Super-G      |             |                    | 1:04,65 min        | Bronze             |
| Joan Verdú Sánchez | Riesenslalom | DNF         | nicht qualifiziert | nicht qualifiziert | nicht qualifiziert |
| Joan Verdú Sánchez | Slalom       | 41,27 s     | 40,06 s            | 1:21,33 min        | 8                  |
| Joan Verdú Sánchez | Kombination  | 1:04,58 min | DNF                | nicht qualifiziert | nicht qualifiziert |
| Mädchen            |              |             |                    |                    |                    |
| Sara Raméntol      | Super-G      |             |                    | 1:07,96 min        | 16                 |
| Sara Raméntol      | Riesenslalom | DSQ         | nicht qualifiziert | nicht qualifiziert | nicht qualifiziert |
| Sara Raméntol      | Slalom       | DNF         | nicht qualifiziert | nicht qualifiziert | nicht qualifiziert |
| Sara Raméntol      | Kombination  | 1:08,53 min | 40,75 s            | 1:49,28 min        | 21                 |

### Snowboard

#### Halfpipe
| Athleten      | Wettbewerb | Qualifikation | Qualifikation | Qualifikation | Halbfinale         | Halbfinale         | Halbfinale         | Finale             | Finale             | Finale             |
| Athleten      | Wettbewerb | Durchgang 1   | Durchgang 2   | Rang          | Durchgang 1        | Durchgang 2        | Rang               | Durchgang 1        | Durchgang 2        | Rang               |
| ------------- | ---------- | ------------- | ------------- | ------------- | ------------------ | ------------------ | ------------------ | ------------------ | ------------------ | ------------------ |
| Mädchen       |            |               |               |               |                    |                    |                    |                    |                    |                    |
| Maeva Estévez | Halfpipe   | 15,00 Punkte  | 11,75 Punkte  | 14            | nicht qualifiziert | nicht qualifiziert | nicht qualifiziert | nicht qualifiziert | nicht qualifiziert | nicht qualifiziert |

#### Slopestyle
| Athleten      | Wettbewerb | Qualifikation | Qualifikation      | Qualifikation      | Finale             | Finale             | Finale             |
| Athleten      | Wettbewerb | Durchgang 1   | Durchgang 2        | Rang               | Durchgang 1        | Durchgang 2        | Rang               |
| ------------- | ---------- | ------------- | ------------------ | ------------------ | ------------------ | ------------------ | ------------------ |
| Mädchen       |            |               |                    |                    |                    |                    |                    |
| Maeva Estévez | Slopestyle | DNS           | nicht qualifiziert | nicht qualifiziert | nicht qualifiziert | nicht qualifiziert | nicht qualifiziert |